# أبوعدارة (قرية)

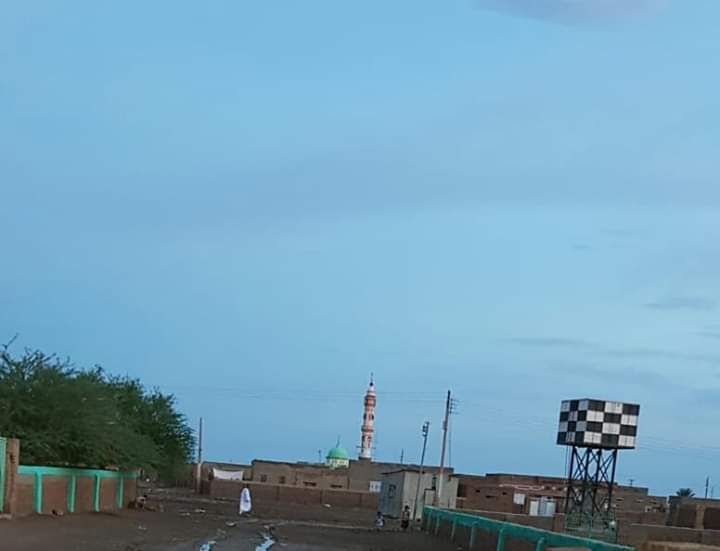
قرية ابوعدارة

أبوعدارة قرية سودانية، تقع في ولاية الجزيرة محلية الحصاحيصا، وحدة طابت الإدارية وتحيط بها العديد من القرى منها واقربها شمالا قرية التكلة أولاد أحمد، وتحيط بها قرى مثل قرية غريقانة، وأم جريس ومعيجنة وغيرها. يقدر عدد سكانها بما يذيد عن خمسة آلاف نسمة تقريبا، وهي قرية اعتمادها الكلي مثل غيرها من قري ولاية الجزيرة علي الزراعة والثروة الحيوانية.

## التعليم
دخلها التعليم مبكرا جدا حيث افتتحت المدرسة الأبتدائيه سنة 1946م بها مدرستي بنين وبنات في مرحلة الأساس؛ مدرسة الهندي الاساسية للبنين ومدرسة السيدة ميمونة للبنات إلى جانب ثلاث رياض أطفال. توجد بها أيضا مدارس المرحلة الثانوية ومن بينها مدرسة ابوعدارة الثانوية للبنين ومدرسة ابوعدارة الثانوية للبنات.

## الرعاية الصحية
يوجد في قرية ابوعدارة مركز صحي تم انشائه بواسطة المجهودات الشعبية الذاتية لأبناء واهل القرية. إلى جانب عياده بيطرية.

## الرياضة
تعتبر لعبة كرة القدم هي الأكثر شعبية في قرية ابوعدارة، ولذلك يوجد نادي رياضي هو نادي قرية أبوعدارة، ويشمل قائمة الفرق والأندية منها:

|  | - العمالقة - النهضة المشاعر والإنقاذ |

## الزراعة
تقع القرية في مشروع الجزيرة الزراعي وكغيرها من القري التي تتبع لمحلية الحصاحيصا يملك بعض سكانها حواشات (حقول) في المشروع، كما يقوم البعض الآخر بممارسة الزراعة التقليدية باستخدام الري الفيضي في البلدات (المزارع الشخصية) الواقعة بالقرب من القرية والري بالطلمبات. وهو من أنواع الزراعة في السودان.

## المناخ
يصنف مناخ قرية ابوعدارة بأنه مناخ شبه مداري كما هو المناخ لمحلية الحصاحيصا، الحار في فصل الصيف الذي يبدأ في شهر مايو / أيار ويستمر حتى أواخر سبتمبر / ايلول، ويتميز الشتاء بالبرودة حيث تنخفض درجة الحرارة إلى 12 درجة مئوية.